# Aulo Pláucio (cônsul em 1 a.C.)
Aulo Pláucio (em latim: Aulus Plautius; c. 44 a.C.) foi um senador romano da gente Pláucia nomeado cônsul sufecto em 1 a.C. no lugar de Cosso Cornélio Lêntulo Getúlico. Era filho de Aulo Pláucio, pretor urbano em 51 a.C..

## História
Cogita-se que Pláucio possa ter sido o Aulo Pláucio que foi enviado à Apúlia por Augusto, possivelmente entre 9 e 10 para interrogar e torturar alguns escravos por um motivo desconhecido. Possivelmente se envolveu com a supressão de uma revolta de escravos na mesma região em 24.
Pláucio se casou com Vitélia, uma tia-avó do futuro imperador Vitélio, e o casal teve pelo menos dois filhos e uma filha: Aulo Pláucio, cônsul sufecto em 29 e conquistador da Britânia, Quinto Pláucio, cônsul ordinário em 36, e Pláucia, esposa de Públio Petrônio, cônsul sufecto em 19 e governador da Síria. Pláucia e Petrônio foram pais de Petrônia, a esposa de Vitélio.
É improvável que este seja o Aulo Pláucio que foi procônsul da província de Cilícia e Chipre entre 22 e 20 a.C.; é possível que tenha sido seu pai.